# Jlumpang
Jlumpang is een bestuurslaag in het regentschap Semarang van de provincie Midden-Java, Indonesië. Jlumpang telt 969 inwoners (volkstelling 2010).